# Buff
Buff a debuff je v počítačových hrách (typicky v žánru RPG) dočasná změna statistik herní postavy. Buff poskytuje postavě výhodu, naopak debuff postavu nějak omezí. Buffy mohou ovlivňovat téměř jakýkoli atribut postavy, jako jsou například zdraví, výdrž, síla útoku; v některých případech může buff poskytnout více než jen statistické změny.